# Rada vysokých škol
Rada vysokých škol (zkratka RVŠ) je orgán reprezentace českých vysokých škol, který tvoří zástupci veřejných, státních i soukromých vysokých škol delegovaní akademickým senátem každé školy (nebo obdobného orgánu v případě soukromých institucí). První zasedání RVŠ se uskutečnilo 20. března 1990.

## Poslání
Rada vysokých škol se zabývá rozvojem, ekonomickými a legislativními záležitostmi, které se vysokých škol týkají, činností, organizací a řízením vysokých škol a obecně zásadními věcmi ve vysokoškolské agendě, dotýkající se vyučujících, studentů i zaměstnanců. Rada k těmto věcem zaujímá stanoviska a doporučení pro Ministerstvo školství, mládeže a tělovýchovy a jiné instituce. MŠMT má naopak podle zákona o vysokých školách povinnost zásadní věci týkající se vysokých škol s Radou vysokých škol a Českou konferencí rektorů projednávat. Rada se mimo jiné zapojuje do jednání o rozpočtu pro veřejné vysoké školy, připomínkuje návrhy zákonů a vyhlášek, vyjadřuje se také ke složení a organizaci Národního akreditačního úřadu a k dalším strategickým dokumentům z oblasti vysokého školství, vědy a výzkumu.

## Struktura
Rada vysokých škol sdružuje všechny veřejné, obě státní a řadu soukromých vysokých škol. Ze Statutu Rady vyplývá, že každá sdružená vysoká škola může do Rady delegovat:
- dva zástupce za celou školu
- dva zástupce studentů za celou školu
- jednoho zástupce za každou fakultu školy.

Funkční období je tříleté a delegován smí být jen člen akademické obce dané školy (student nebo zaměstnanec). 
Rada vysokých škol má v současnosti více než 280 členů. Ti všichni tvoří nejvyšší orgán Rady, Sněm, který se schází třikrát ročně. Mezi zasedáním Sněmu zasedá v měsíčních intervalech Předsednictvo, kde je každá škola zastoupena pouze jedním delegátem. Mimo to je členem Předsednictva i pětice studentů. Činnost Rady řídí její předseda a zvolení místopředsedové.
Studenti zvolení do Rady vysokých škol mají samostatnou komoru, Studentskou komoru Rady vysokých škol (SK RVŠ). Ta v současnosti představuje jedinou studentskou složku vysokoškolské reprezentace v České republice. SK RVŠ organizuje svou činnost samostatně, zasedá zhruba v měsíčních intervalech, a zaujímá vlastní stanoviska a doporučení. Předseda SK RVŠ, oba její místopředsedové a dva další studenti se stávají členy Předsednictva. Všichni členové SK RVŠ jsou zároveň členy Sněmu.
Rada vysokých škol zřizuje také poradní odborné orgány – pracovní komise – pro různé agendy. Komise se schází podle potřeby. 
Činnost Rady vysokých škol zabezpečuje Agentura Rady vysokých škol v jejímž čele od roku 2021 stojí ředitelka Agentury Michaela Schwarzová. Agentura je jiným pracovištěm Univerzity Karlovy. 

## Financování
Rada vysokých škol financuje svou činnost z prostředků poskytnutých vysokými školami na základě smlouvy o sdružení. Jedinou výjimkou jsou cestovní náklady členů Rady.

## Vedení Rady vysokých škol a další lidé působící v Radě
Vedení Rady vysokých škol ve stálém zasedání 2024–2026, zvolené dne 11. ledna 2024:
- Tomáš Kašparovský, předseda RVŠ, děkan Přírodovědecké fakulty Masarykovy univerzity v Brně
- Michaela Hrubá, místopředsedkyně RVŠ, bývalá děkanka Filozofické fakulty Univerzity Jana Evangelisty Purkyně v Ústí nad Labem
- Daniela Jobertová, místopředsedkyně RVŠ, děkanka Divadelní fakulty Akademie múzických umění (od 2025), bývalá prorektorka Akademie múzických umění v Praze
- Petr Just, místopředseda RVŠ, bývalý prorektor Metropolitní univerzity Praha (2007–2013)
- Jiří Langer, místopředseda RVŠ, bývalý předseda Fóra předsedů akademických senátů RVŠ, Univerzita Palackého v Olomouci
- Jiří Skládanka, místopředseda RVŠ, bývalý předseda Fóra předsedů akademických senátů RVŠ, prorektor Mendelovy univerzity v Brně
- František Zahálka, místopředseda RVŠ, bývalý předseda Akademického senátu Univerzity Karlovy v Praze
- Michal Farník, místopředseda RVŠ za Studentskou komoru RVŠ (do 26. listopadu 2024, rezignoval na pozici předsedy Studentské komory RVŠ, čímž mu automaticky zanikl mandát místopředsedy RVŠ), České vysoké učení technické v Praze
- Jan Janoušek, místopředseda RVŠ (dovolen 16. května 2024), bývalý předseda Fóra předsedů akademických senátů RVŠ, České vysoké učení technické v Praze
- Jakub Sláma, místopředseda RVŠ za Studentskou komoru RVŠ (zvolen předsedou SK RVŠ 7. prosince 2024, místopředsedou RVŠ potvrzen na zasedání Předsednictva RVŠ 19. prosince 2024), České vysoké učení technické v Praze

Vedení Rady vysokých škol ve stálém zasedání 2021–2023:
- Milan Pospíšil, předseda RVŠ, prorektor a od roku 2024 rektor Vysoké školy chemicko-technologické v Praze
- Daniela Jobertová, místopředsedkyně RVŠ, děkanka Divadelní fakulty Akademie múzických umění (od 2025), bývalá prorektorka Akademie múzických umění v Praze
- Petr Just, místopředseda RVŠ, bývalý prorektor Metropolitní univerzity Praha (2007–2013)
- Tomáš Kašparovský, místopředseda RVŠ, děkan Přírodovědecké fakulty Masarykovy univerzity v Brně
- Jiří Langer, místopředseda RVŠ, předseda Fóra předsedů akademických senátů RVŠ, Univerzita Palackého v Olomouci
- Jiří Skládanka, místopředseda RVŠ, bývalý předseda Fóra předsedů akademických senátů RVŠ, prorektor Mendelovy univerzity v Brně
- Michal Farník, místopředseda RVŠ za Studentskou komoru RVŠ, České vysoké učení technické v Praze

Vedení Rady vysokých škol ve stálém zasedání 2018–2020:
- Milan Pospíšil, předseda RVŠ, prorektor a od roku 2024 rektor Vysoké školy chemicko-technologické v Praze
- Tatiana Molková, místopředsedkyně RVŠ, prorektorka Univerzity Pardubice
- Tomáš Nigrin, místopředseda RVŠ, Univerzita Karlova v Praze
- Ingeborg Radok Žádná, místopředsedkyně RVŠ, tehdejší prorektorka Akademie múzických umění v Praze, v současnosti rektorka AMU (2021–nyní)
- Jiří Skládanka, místopředseda RVŠ, Mendelova univerzita v Brně
- Petr Šulc, místopředseda RVŠ, prorektor Škoda Auto vysoká škola
- Giancarlo Lamberti, místopředseda RVŠ za Studentskou komoru RVŠ, Vysoká škola obchodní v Praze
- Michal Zima, místopředseda RVŠ za Studentskou komoru RVŠ, Univerzita Karlova v Praze

Vedení Rady vysokých škol ve stálém zasedání 2015–2017:
- Jakub Fischer, předseda RVŠ, tehdejší prorektor Vysoké školy ekonomické v Praze (2010–2018), v současnosti děkan Fakulty informatiky a statistiky VŠE (2018–nyní)
- Tomáš Opatrný, místopředseda RVŠ, Univerzita Palackého v Olomouci
- Milan Pospíšil, místopředseda RVŠ, prorektor a od roku 2024 rektor Vysoké školy chemicko-technologické v Praze
- Alena Štěrbová, místopředsedkyně RVŠ, prorektorka Vysoké školy polytechnické Jihlava, bývalá náměstkyně hejtmana kraje Vysočina (2000–2004), bývalá náměstkyně na Ministerstvu školství, mládeže a tělovýchovy ČR (2004–2006)
- Hynek Roubík, místopředseda RVŠ za Studentskou komoru RVŠ (2015–2016), Česká zemědělská univerzita v Praze
- Michal Zima, místopředseda RVŠ za Studentskou komoru RVŠ (2016–2017), Univerzita Karlova v Praze

Vedení Rady vysokých škol ve stálém zasedání 2012–2014:
- Jakub Fischer, předseda RVŠ, tehdejší prorektor Vysoké školy ekonomické v Praze (2010–2018), v současnosti děkan Fakulty informatiky a statistiky VŠE (2018–nyní)
- Vladimír Čechák, místopředseda RVŠ, prorektor Vysoké školy finanční a správní
- Eva Münsterová, místopředsedkyně RVŠ, Vysoké učení technické v Brně
- Tomáš Opatrný, místopředseda RVŠ, Univerzita Palackého v Olomouci
- Jiří Zlatuška, místopředseda RVŠ (2012–2013), Masarykova univerzita v Brně, bývalý senátor (2002–2008) a pozdější poslanec (2013–2017) Parlamentu ČR
- Miroslav Jašurek, místopředseda RVŠ za Studentskou komoru RVŠ, Univerzita Karlova v Praze

Vedení Rady vysokých škol ve stálém zasedání 2009–2011:
- Vladimír Haasz, předseda RVŠ, České vysoké učení technické v Praze
- Jan Bednář, místopředseda RVŠ, prorektor Univerzity Karlovy v Praze
- Vladimír Čechák, místopředseda RVŠ, prorektor Vysoké školy finanční a správní
- Vladimír Kebo, místopředseda RVŠ, Vysoká škola báňská – Technická univerzita Ostrava
- Jiří Zlatuška, místopředseda RVŠ, Masarykova univerzita v Brně, bývalý senátor (2002–2008) a pozdější poslanec (2013–2017) Parlamentu ČR
- Ján Říha, místopředseda RVŠ za Studentskou komoru RVŠ (2009), Univerzita Karlova v Praze
- Miroslav Jašurek, místopředseda RVŠ za Studentskou komoru RVŠ (2009–2011), Univerzita Karlova v Praze

Vedení Rady vysokých škol ve stálém zasedání 2006–2008:
- Vladimír Haasz, předseda RVŠ, České vysoké učení technické v Praze
- Jan Bednář, místopředseda RVŠ, prorektor Univerzity Karlovy v Praze
- Vladimír Kebo, místopředseda RVŠ, Vysoká škola báňská – Technická univerzita Ostrava
- Rudolf Kučera, místopředseda RVŠ (2006–2007), Vysoká škola evropských a regionálních studií
- Klára Poláčková, místopředsedkyně RVŠ za Studentskou komoru RVŠ (2006–2007), Masarykova univerzita v Brně
- Vratislav Vozník, místopředseda RVŠ za Studentskou komoru RVŠ (2008), Ostravská univerzita

Vedení Rady vysokých škol ve stálém zasedání 2003–2005:
- František Ježek, předseda RVŠ, Západočeská univerzita v Plzni
- Jan Bednář, místopředseda RVŠ, prorektor Univerzity Karlovy v Praze
- Vladimír Haasz, místopředseda RVŠ, České vysoké učení technické v Praze
- Eva Münsterová, místopředsedkyně RVŠ, Vysoké učení technické v Brně
- Jiří Nantl, místopředseda RVŠ za Studentskou komoru RVŠ, Masarykova univerzita v Brně, později kancléř MU (2006-2009), náměstek na Ministerstvu školství, mládeže a tělovýchovy (2012–2013, 2023–nyní), náměstek hejtmana Jihomoravského kraje (2020–2023)

Vedení Rady vysokých škol ve stálém zasedání 2000–2002:
- František Ježek, předseda RVŠ, Západočeská univerzita v Plzni
- Jan Bednář, místopředseda RVŠ, prorektor Univerzity Karlovy v Praze
- Jan Hron, místopředseda RVŠ, Česká zemědělská univerzita, dřívější a pozdější rektor České zemědělské univerzity v Praze (1994–2000, 2003–2010)
- Eva Münsterová, místopředsedkyně RVŠ, Vysoké učení technické v Brně
- Jan Morávek, místopředseda RVŠ za Studentskou komoru RVŠ (2000–2002), Univerzita Hradec Králové, vedoucí Kanceláře Poslanecké sněmovny Parlamentu ČR (2017–2022)
- Jiří Nantl, místopředseda RVŠ za Studentskou komoru RVŠ (2002), Masarykova univerzita v Brně, později kancléř MU (2006–2009), náměstek na Ministerstvu školství, mládeže a tělovýchovy (2012–2013, 2023–nyní), náměstek hejtmana Jihomoravského kraje (2020–2023)

Vedení Rady vysokých škol ve stálém zasedání 1997–1999:
- Ivan Wilhelm, předseda RVŠ, Univerzita Karlova v Praze, pozdější rektor UK a předseda České konference rektorů (2000-2006), náměstek na Ministerstvu školství, mládeže a tělovýchovy ČR (2011–2012)
- Tomáš Čermák, místopředseda RVŠ, tehdejší Technická univerzita Ostrava (dnes Vysoká škola báňská – Technická univerzita Ostrava), bývalý a později rektor TUO, resp. VŠB-TUO (1990–1997 a 2003–2010)
- Oldřich Pytela, místopředseda RVŠ, Univerzita Pardubice
- Alena Štěpánková – Veselá, místopředsedkyně RVŠ, Janáčkova akademie múzických umění v Brně, bývalá rektorka JAMU (1990–1997)
- David Tonzar, místopředseda RVŠ za Studentskou komoru RVŠ, Univerzita Karlova v Praze, v současnosti pražský biskup Církve československé husitské (2008–nyní)

Vedení Rady vysokých škol ve stálém zasedání 1994–1996:
- Jan Staněk, předseda RVŠ, Vysoká škola chemicko-technologická v Praze

- Jaroslav Churáček, místopředseda RVŠ, Univerzita Pardubice
- Zdeněk Jirka, místopředseda RVŠ, Univerzita Palackého v Olomouci
- Ivan Wilhelm, místopředseda RVŠ, Univerzita Karlova v Praze, pozdější rektor UK a předseda České konference rektorů (2000–2006), náměstek na Ministerstvu školství, mládeže a tělovýchovy ČR (2011–2012)
- Stanislav Zima, místopředseda RVŠ, tehdejší Vysoká škola veterinární a farmaceutická (dnes Veterinární a farmaceutická univerzita Brno)

Vedení Rady vysokých škol ve stálém zasedání 1991–1993:
- Karel Malý, předseda RVŠ Univerzita Karlova v Praze, pozdější rektor UK (1994–2000)
- Richard Horák, místopředseda RVŠ, Univerzita Palackého v Olomouci
- Jiří Kratochvíl, místopředseda RVŠ, Vysoké učení technické v Brně
- Jaroslav Vlček, místopředseda RVŠ, České vysoké učení technické v Praze

Další lidé působící v Radě vysokých škol (mimo výše uvedených):
- Kryštof Hajn, pozdější náměstek na Ministerstvu školství, mládeže a tělovýchovy (místopředsedou SK RVŠ od roku 1995)
- Milan Knížák, rektor Akademie výtvarných umění (1990–1997), ředitel Národní galerie (1999–2001), člen Rady České televize (2001–2003)
- Zuzana Kročová, brigádní generálka, rektorka Univerzity obrany v letech 2020–2024 (v RVŠ v letech 2015–2020)
- Miroslav Plevný, člen Sněmu RVŠ za Západočeskou univerzitu v Plzni, současný senátor (senátní obvod č. 3 – Cheb) (v RVŠ v letech 2018–2020)
- Cyril Svoboda, bývalý ministr vnitra (1998), předseda KDU-ČSL (2001–2003), místopředseda vlády (2002–2004), ministr zahraničních věcí (2002–2006), bývalý předseda Legislativní rady vlády (2007–2009), bývalý ministr pro místní rozvoj (2009)